# 和歌山県道135号和歌山海南線
和歌山県道135号和歌山海南線（わかやまけんどう135ごう わかやまかいなんせん）は、和歌山県和歌山市から海南市に至る一般県道である。

## 概要
和歌山市坊主丁から海南市藤白に至る。
JR西日本紀勢本線・阪和線・和歌山線・和歌山電鐵貴志川線 和歌山駅より紀勢本線に平行して紀三井寺に至る区間は、通称国体道路と呼ばれている。また坊主丁交差点から橋向丁交差点までの区間は、通称大新通りの一部となっている。

### 路線データ
- 起点：和歌山市坊主丁（坊主丁交差点、和歌山県道17号和歌山停車場線交点、和歌山県道153号紀和停車場線終点）
- 終点：海南市藤白（藤白交差点、国道42号交点）
- 実延長：15.003 km

## 路線状況

### 通称
- 国体道路
- 大新通り（和歌山市・坊主丁交差点 - 和歌山市・橋向丁交差点）

### 旧道
旧道は、和歌山市北中島から和歌山市中島を経て和歌山市内原に至る狭道であり、新道は、和歌山市北中島から和歌山市布引を経て和歌山市内原に至る広い道である。

### 重複区間
- 国道42号（和歌山市紀三井寺・紀三井寺交差点 - 和歌山市布引・布引交差点）
- 和歌山県道9号岩出海南線・和歌山県道137号三田海南線（海南市黒江）
- 国道370号（海南市船尾・城山トンネル南交差点 - 海南市名高・六堂ノ辻交差点）

### 道路施設

#### 橋梁
- 和田川橋（和田川、和歌山市）
- 三葛橋（中津川、和歌山市）
- 井松原橋（日方川、海南市、国道370号重複区間内）
- 浜橋（山田川、海南市）

旧道
- 新橋（和田川、和歌山市）

#### トンネル
- 城山トンネル：延長113 ｍ、1952年（昭和27年）竣工、海南市

## 地理

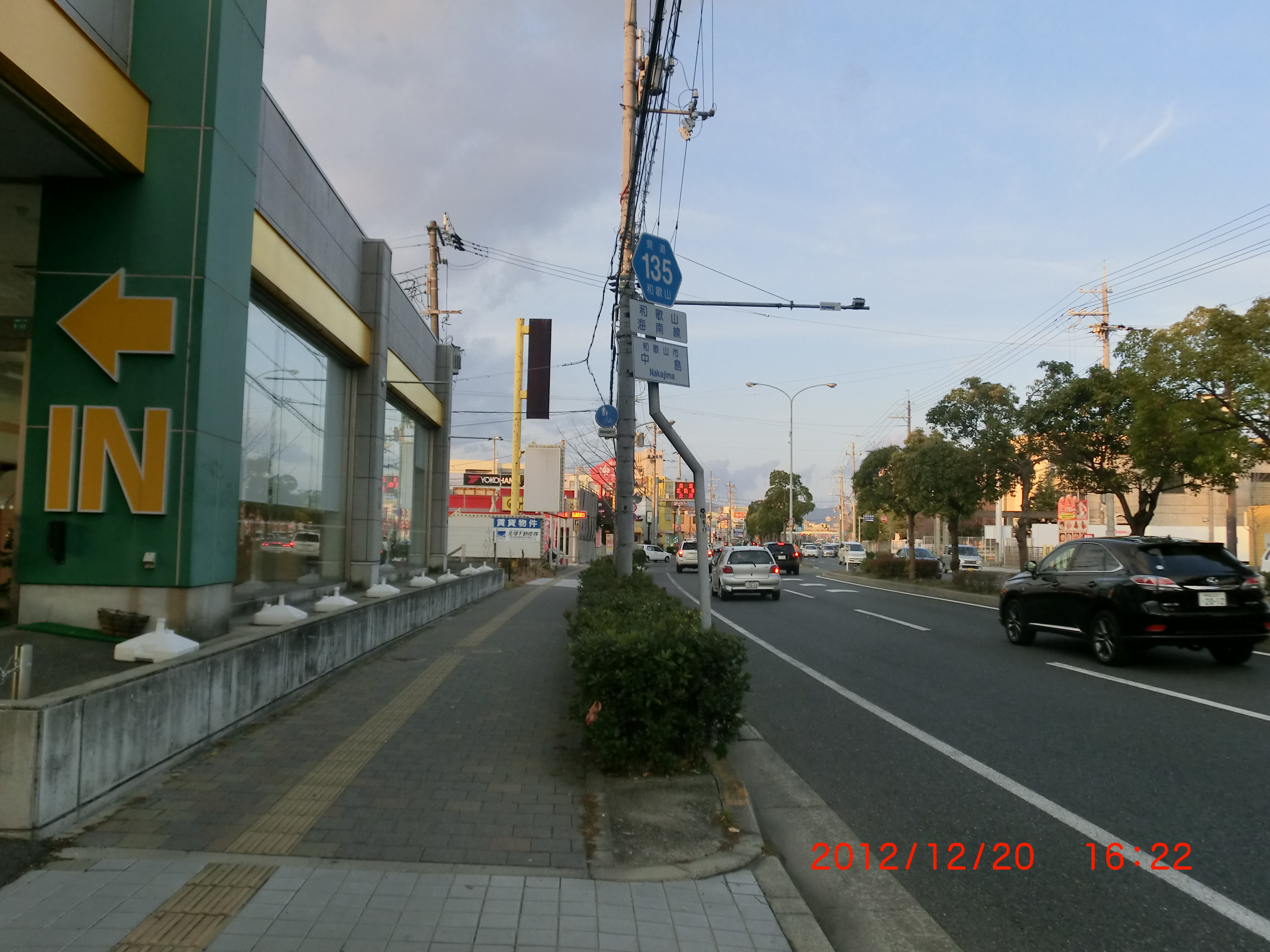
新道。和歌山市中島付近。

### 通過する自治体
- 和歌山県
  - 和歌山市 - 海南市

### 交差する道路
| 交差する道路                                                                | 市町村名 | 交差する場所 | 交差する場所         |
| --------------------------------------------------------------------------- | -------- | ------------ | -------------------- |
| 和歌山県道17号和歌山停車場線 / けやき大通り 和歌山県道153号紀和停車場線     | 和歌山市 | 坊主丁       | 坊主丁交差点 / 起点  |
| 和歌山県道138号和歌山野上線                                                 | 和歌山市 | 橋向丁       | 橋向丁交差点         |
| 和歌山県道135号和歌山海南線 / 旧道                                          | 和歌山市 | 手平5丁目    |                      |
| 和歌山県道13号和歌山橋本線 和歌山県道142号三田三葛線                        | 和歌山市 | 小雑賀       | 小雑賀交差点         |
| 国道42号 重複区間起点 和歌山県道154号紀三井寺線                             | 和歌山市 | 紀三井寺     | 紀三井寺交差点       |
| 国道42号 重複区間終点                                                       | 和歌山市 | 布引         | 布引交差点           |
| 和歌山県道135号和歌山海南線 / 旧道 和歌山県道161号小野田内原線              | 和歌山市 | 内原         |                      |
| 和歌山県道9号岩出海南線 重複区間起点 和歌山県道137号三田海南線 重複区間起点 | 海南市   | 黒江         |                      |
| 和歌山県道9号岩出海南線 重複区間終点 和歌山県道137号三田海南線 重複区間終点 | 海南市   | 黒江         |                      |
| 国道370号 重複区間起点                                                      | 海南市   | 船尾         | 城山トンネル南交差点 |
| 和歌山県道18号海南金屋線                                                    | 海南市   | 馬場町1丁目  | 馬場町1丁目交差点    |
| 国道370号 重複区間終点                                                      | 海南市   | 名高         | 六堂ノ辻交差点       |
| 国道42号                                                                    | 海南市   | 藤白         | 藤白交差点 / 終点    |
| 旧道                                                                        |          |              |                      |
| 和歌山県道135号和歌山海南線 / 現道                                          | 和歌山市 | 手平5丁目    | 旧道起点             |
| 和歌山県道13号和歌山橋本線 和歌山県道142号三田三葛線 重複                   | 和歌山市 | 中島         |                      |
| 和歌山県道155号紀三井寺停車場線                                             | 和歌山市 | 三葛         |                      |
| 和歌山県道154号紀三井寺線                                                   | 和歌山市 | 紀三井寺     |                      |
| 和歌山県道135号和歌山海南線 / 現道 和歌山県道161号小野田内原線              | 和歌山市 | 内原         | 旧道終点             |

### 交差する鉄道
旧道
- 紀勢本線

### 沿線
- 手平郵便局
- 和歌山市立宮前小学校
- JR西日本紀勢本線
  - 宮前駅 - 紀三井寺駅 - 海南駅
- 和歌山市立浜宮小学校
- 海南市立内海小学校

旧道
- 和歌山県立医科大学保健看護学部 三葛キャンパス
- 和歌山市立名草小学校